# L'amico degli animali
L'amico degli animali è un programma televisivo diffuso dall'allora Programma Nazionale della Rai dal 7 febbraio 1956 fino al 1964, per un totale di settantotto puntate.
Irradiata in bianco e nero al martedì sera alle ore 22, la trasmissione era condotta dallo studioso di zoologia Angelo Lombardi, padre della divulgazione scientifica attraverso il media televisivo, divenuto uno dei primi volti popolari della tv italiana.
La trasmissione risultò una delle prime rubriche televisive di grande successo. Lombardi era affiancato, nella conduzione del programma, dalla giornalista Bianca Maria Piccinino, dall'aiutante ascaro Andalù Ghezzali, e dalla fida scimmia Dolly. Ad alcune puntate collaborò anche una delle prime signorine buonasera, Nicoletta Orsomando.

## Amici dei miei amici...
Celeberrima è divenuta la frase con cui il divulgatore apriva il programma: "Amici dei miei amici, buonasera...".

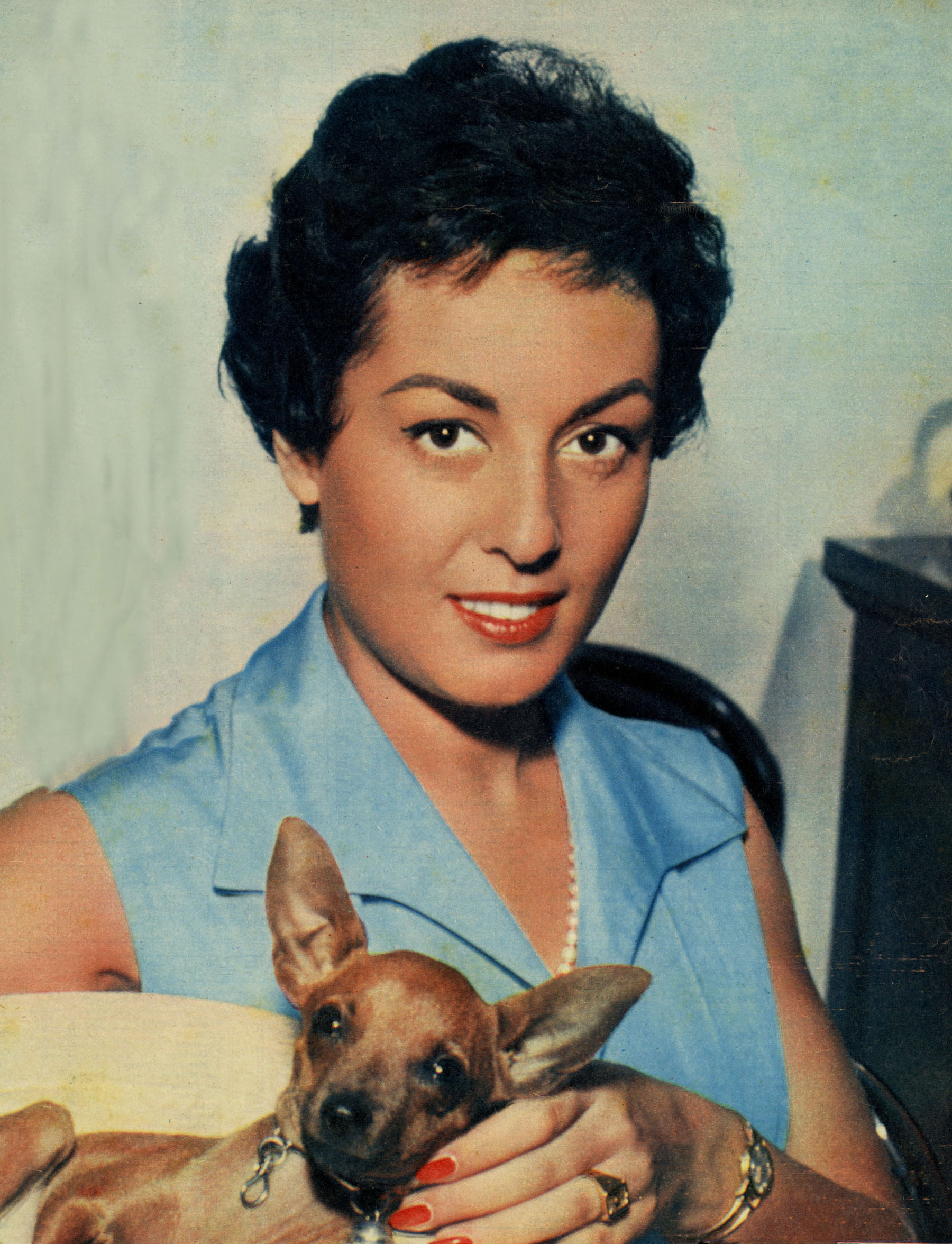
Bianca Maria Piccinino

La trasmissione si proponeva, con spirito scientifico-educativo, di far conoscere alla gente - in una sorta di viaggio nel regno animale - varie specie viventi ancora allo stato selvatico, mostrandole dal vivo ed educando ad un rispetto per un mondo per molti versi ancora misterioso. 

Angelo Lombardi Bianca Maria Piccinino e Andalù Ghezzali 1957

Lo zoologo spiegava come si catturano ed addomesticano belve feroci come leoni o tigri e come si estrae il veleno dai serpenti per trasformare il liquido letale in una medicina. Ma sul proscenio dello studio televisivo non salivano solo animali della savana o delle foreste d'Africa ma anche i piccoli compagni dell'uomo, come cani, gatti, pappagalli, ecc.
La trasmissione era corredata da filmati acquisiti da reti televisive estere.